# Ga Seonyudo
Ga Seonyudo (Tiếng Hàn: 선유도역, Hanja: 仙遊島驛) là ga tàu điện ngầm trên Tàu điện ngầm Seoul tuyến 9 nằm ở Yeongdeungpo-gu, Seoul. Nhà ga được đặt tên theo Công viên Seonyudo gần đó.

## Lịch sử
- 18 tháng 9 năm 2008: Tên ga được quyết định là Ga Seonyudo [1]
- 24 tháng 7 năm 2009: Bắt đầu hoạt động với việc khai trương đoạn Gaehwa ~ Sinnonhyeon của Tàu điện ngầm Seoul tuyến 9

## Bố trí ga
| Sinmokdong ↑ |
| \| W/B       |
| ↓ Dangsan    |

| Hướng Tây  | ● Tuyến 9 | Địa phương | ← Hướng đi Yeomchang · Gayang · Sân bay Quốc tế Gimpo · Gaehwa                        |
| Hướng Đông | ● Tuyến 9 | Địa phương | → Hướng đi Dangsan · Noryangjin · Sinnonhyeon · Bệnh viện cựu chiến binh Trung ương → |

## Xung quanh nhà ga
| Lối ra \| 나가는 곳 \| Exit \| 出口 | Lối ra \| 나가는 곳 \| Exit \| 出口                                                                        |
| ----------------------------------- | --- |
| 1                                   | Yangpyeong-dong 5-ga Yangpyeong Hanshin APT                                                                |
| 2                                   | Hướng tới công viên Yanghwa Hangang                                                                        |
| 3                                   | Trường tiểu học Seoul Dangsan Hướng tới công viên Yanghwa Hangang Trường trung học truyền thông Hangang    |
| 4                                   | Hướng tới cầu Yanghwa Hướng tới công viên Seonyudo Bưu điện Yangpyeong-dong                                |
| 5                                   | Văn phòng thuế Yeongdeungpo Trường trung học Seonyu Hướng tới Ga Dangsan Thư viện thông tin văn hóa Seonyu |
| 6                                   | Trung tâm cộng đồng Yangpyeong 2-dong Trường tiểu học Seoul Seonyu Trường trung học Seonyu                 |
| 7                                   | Cầu đi bộ Yangpyeong 2-dong                                                                                |
| 8                                   | Yangpyeong-dong 5-ga                                                                                       |